# 1546
Évszázadok: 15. század – 16. század – 17. század
Évtizedek: 1490-es évek – 1500-as évek – 1510-es évek – 1520-as évek – 1530-as évek – 1540-es évek – 1550-es évek – 1560-as évek – 1570-es évek – 1580-as évek – 1590-es évek
Évek: 1541 – 1542 – 1543 – 1544 –  1545 – 1546 – 1547 – 1548 – 1549 – 1550 – 1551

## Események

### Határozott dátumú események
- február 18. – Szülővárosában, Eislebenben, a városi írnok Szent András-templom terén álló házában meghal Luther Márton.[1]
- február 22. – A wittenbergi vártemplomban, közvetlenül a szószékkel szemben temetik el Luther Mártont.[1]
- június 17. – V. Károly német-római császár hadat üzen a schmalkaldeni szövetség tagjainak.[2]
- július 20. – V. Károly német-római császár kimondja a birodalmi átkot a schmalkaldeni szövetség tagjaira.[2]
- november 2. – Az öt felső-magyarországi város – Kassa, Eperjes, Bártfa, Kisszeben és Lőcse – evangélikus lelkészei zsinatot tartanak.[3]

### Határozatlan dátumú események
- az év folyamán –
  - Mehmed budai pasa a helyi katolikus és evangélikus papoknak egyenlő jogokat biztosít.[3]

## Születések
- március 21. – Bartholomeus Spranger flamand festő († 1611)
- július 4. – III. Murád, az Oszmán Birodalom 12. szultánja († 1595)
- december 14. – Tycho Brahe dán csillagász († 1601)

## Halálozások
- február 18. – Luther Márton reformátor (* 1483)